# NGC 7391
NGC 7391 est une galaxie elliptique située dans la constellation de Pégase. Cette galaxie a été découverte par l'astronome germano-britannique William Herschel en 1785. Sa vitesse par rapport au fond diffus cosmologique est de 2 683 ± 27 km/s, ce qui correspond à une distance de Hubble de 39,6 ± 2,2 Mpc (∼129 millions d'al).
À ce jour, six mesures non basées sur le décalage vers le rouge (redshift) donnent une distance de 68,450 ± 18,375 Mpc (∼223 millions d'al), ce qui est à l'intérieur des valeurs de la distance de Hubble en raison de la grande incertitude de cette valeur. Notons aussi que c'est avec la valeur moyenne des mesures indépendantes, lorsqu'elles existent, que la base de données NASA/IPAC calcule le diamètre d'une galaxie et qu'en conséquence le diamètre de NGC 7391 pourrait être d'environ 24,7 kpc (∼80 600 al) si on utilisait la distance de Hubble pour le calculer.